# ملعب ميتروبوليتانو دي مدريد
كان ميتروبوليتانو دي مدريد ملعب متعدد الاستخدامات في مدريد، في إسبانيا. تم استخدامه كملعب لمباريات أتلتيكو مدريد قبل افتتاح ملعب فيسنتي كالديرون في عام 1966. استوعب الملعب 35800 شخص وتم بناؤه في عام 1923 ، ليحل محل كامبو دي أودونيل.

## روابط خارجية
- Estadios de Espana (بالإنجليزية)